# Marcel Barrington
Marcel Barrington (ur. 28 sierpnia 1995 w Londynie) – gujański piłkarz pochodzenia angielskiego występujący na pozycji napastnika w angielskim klubie Staines Town F.C. oraz w reprezentacji Gujany.

## Kariera klubowa

### Stoke City F.C.
Barrington jest wychowankiem akademii Stoke City F.C. 8 października 2012 zadebiutował w zespole juniorskim Stoke City U23 w rozgrywkach Premier League 2 w meczu przeciwko Sunderland A.F.C. U21 (0:1).

### Leicester City F.C.
1 stycznia 2014 podpisał kontrakt z Leicester City F.C. 29 listopada 2013 zadebiutował w zespole juniorskim Leicester City U23 w rozgrywkach Premier League 2 w meczu przeciwko West Ham United U21 (2:2).

### Nuneaton Borough F.C.
25 listopada 2014 został wysłany na wypożyczenie do klubu Nuneaton Borough F.C. Zadebiutował 29 listopada 2014 w meczu National League przeciwko Chester F.C. (3:2), w którym zdobył bramkę.

### Braintree Town FC
12 sierpnia 2017 przeszedł do klubu Braintree Town FC. Zadebiutował 24 listopada 2018 w meczu National League przeciwko Harrogate Town A.F.C. (3:1). Pierwszą bramkę zdobył 27 listopada w meczu ligowym przeciwko Sutton United F.C. (2:2).

## Kariera reprezentacyjna

### Gujana
W 2015 roku otrzymał powołanie do reprezentacji Gujany. Zadebiutował 14 czerwca 2015 w meczu eliminacji do Mistrzostw Świata 2018 przeciwko reprezentacji Saint Vincent i Grenadyn (4:4). Pierwszą bramkę zdobył 22 marca 2016 w meczu kwalifikacji do Złotego Pucharu CONCACAF 2017 przeciwko reprezentacji Anguilli (7:0).

## Statystyki

### Reprezentacyjne
(aktualne na dzień 7 grudnia 2020)
| Reprezentacja | Rok     | Mecze | Bramki |
| ------------- | ------- | ----- | ------ |
| Gujana        |         |       |        |
| 2015          | 1       | 0     |        |
| 2016          | 2       | 2     |        |
| 2017          | 1       | 0     |        |
| 2018          | 1       | 0     |        |
| Ogólnie       | Ogólnie | 5     | 2      |

| Mecze i gole w reprezentacji | Mecze i gole w reprezentacji | Mecze i gole w reprezentacji | Mecze i gole w reprezentacji | Mecze i gole w reprezentacji | Mecze i gole w reprezentacji | Mecze i gole w reprezentacji | Mecze i gole w reprezentacji                   |
| Lp.                          | Data                         | Miejsce                      | Gospodarz                    | Gość                         | Wynik                        | Gol                          | Rozgrywki                                      |
| ---------------------------- | ---------------------------- | ---------------------------- | ---------------------------- | ---------------------------- | ---------------------------- | ---------------------------- | ---------------------------------------------- |
| 1.                           | 14.06.2015                   | Providence                   | Gujana                       | Saint Vincent i Grenadyny    | 4:4                          |                              | el. MŚ 2018                                    |
| 2.                           | 22.03.2016                   | Providence                   | Gujana                       | Anguilla                     | 7:0                          | Gol                          | kw. Złotego Pucharu CONCACAF 2017              |
| 3.                           | 08.10.2016                   | Paramaribo                   | Surinam                      | Gujana                       | 3:2                          | Gol                          | kw. Złotego Pucharu CONCACAF 2017              |
| 4.                           | 29.03.2017                   | Linden                       | Gujana                       | Martynika                    | 0:0                          |                              | Mecz towarzyski (nieuznawany przez FIFA)       |
| 5.                           | 20.11.2018                   | Remire-Montjoly              | Gujana Francuska             | Gujana                       | 2:1                          |                              | Liga Narodów CONCACAF (nieuznawany przez FIFA) |